# كازوهيرو كيوتشي
كازوهيرو كيوتشي (باليابانية: きうちかずひろ [木内一裕]) مواليد 14 سبتمبر 1960 في فوكوكا، اليابان، هو فنان مانغا، مخرج أفلام وروائي ياباني. من أعماله سلسلة المانغا بي بوب هاي سكول والتي فازت بجائزة كودانشا للمانغا في سنة 1988.

## وصلات خارجية
- كازوهيرو كيوتشي على موقع IMDb (الإنجليزية)
- كازوهيرو كيوتشي على موقع ألو سيني (الفرنسية)
- كازوهيرو كيوتشي على موقع أول موفي (الإنجليزية)
- كازوهيرو كيوتشي على موقع قاعدة بيانات الفيلم (الإنجليزية)
- كازوهيرو كيوتشي على موقع كينوبويسك (الروسية)

- الموقع الرسمي